# Mount Jones
Mount Jones är ett berg i Antarktis. Det ligger i Västantarktis. Inget land gör anspråk på området. Toppen på Mount Jones är 1 168 meter över havet.
Terrängen runt Mount Jones är platt. Trakten är obefolkad. Det finns inga samhällen i närheten.